# Pteromonnina dictyocarpa
Pteromonnina dictyocarpa är en jungfrulinsväxtart som först beskrevs av August Heinrich Rudolf Grisebach, och fick sitt nu gällande namn av B. Eriksen. Pteromonnina dictyocarpa ingår i släktet Pteromonnina och familjen jungfrulinsväxter. Inga underarter finns listade i Catalogue of Life.